# Moreno (Buenos Aires)
Pour les articles homonymes, voir Moreno.
Moreno est une ville du partido de Moreno, dans la province de Buenos Aires en Argentine.